# Мерил Стрийп
Мери Луиз „Мерил“ Стрийп (на английски: Meryl Streep, родена Mary Louise Streep) е американска актриса, работеща в киното, театъра и телевизията. Считана е за най-великата жива актриса и една от най-великите на всички времена.
Носителка е на множество отличия през цялата си кариера, обхващаща повече от четири десетилетия, включително рекордните 21 номинации за „Оскар“, спечелвайки три, и рекордните 33 номинации за „Златен глобус“, спечелвайки осем, както и 2 награди Еми и 2 награди на БАФТА. Тя има най-много номинации за „Оскар“ и за „Златен глобус“ от всички актриси и актьори в историята.
Стрийп прави своя сценичен дебют през 1975 г. в Trelawny of the Wells и през 1976 г. е номинирана за наградата „Тони“ за играта си в пиесите 27 Wagons Full of Cotton и A Memory of Two Mondays. През 1977 г. прави своя дебют в игрален филм в „Джулия“. Печели първата си награда „Еми в праймтайма“ през 1978 г. за минисериала „Холокост“ и получава първата си номинация за „Оскар“ за „Ловецът на елени“ същата година. Печели „„Оскар“ за най-добра поддържаща женска роля за ролята на проблемна съпруга в „Крамър срещу Крамър“ (1979), последвана от „„Оскар“ за най-добра женска роля за ролята на оцеляла от Холокоста в „Изборът на Софи“ (1982). Тя продължава да печели награди и признание от критиците за филмовата си работа през 80-те и 90-те години. Търговският успех варира, като „Далеч от Африка“ (1985), „Смъртта ѝ прилича“ (1992) и „Мостовете на Медисън“ (1995) са най-финансово успешни през този период.
Стрийп възвръща славата си през следващите десетилетия с водещи роли в „Адаптация.“, „Часовете“ (и двата от 2002 г.), „Дяволът носи Прада“ (2006), „Съмнения“, „Mamma Mia!“ (и двата от 2008 г.), „Джули и Джулия“, „Не е лесно“ (и двата от 2009 г.), „Вдън горите“ (2014), „Вестник на властта“ (2017) и „Малки жени“ (2019), и печели третия си „Оскар“ за ролята си на Маргарет Тачър в „Желязната лейди“ (2011). Нейните телевизионни роли включват минисериала „Ангели в Америка“ (2003), за който получава втората си награда „Еми в праймтайма“, „Големи малки лъжи“ (2019) на Хоум Бокс Офис и „Убийства в сградата“ (2023) на Хулу.
Стрийп е носителка на много почетни награди, включително Наградата на AFI за цялостна кариера през 2004 г., Гала трибют от Филмовото общество на Линкълн център през 2008 г. и Наградата на Кенеди център през 2011 г. за нейния принос към американската култура чрез сценичните изкуства. Президентът Барак Обама я награждава с Националния медал на изкуствата през 2010 г. и с Президентския медал на свободата през 2014 г. През 2003 г. френското правителство я прави командир на Ордена на изкуствата и литературата. Тя получава наградата „Златен глобус“ на името на Сесил Б. Демил през 2017 г. Получава и звезда на Холивудската алея на славата през 1998 г.

## Биография

### Начални години и образование
Родена е в Съмит, Ню Джърси, в семейството на художничката Мери Уолф Уилкинсън Стрийп (1915 – 2001) и директор на фармацевтична фирма Хари Уилям Стрийп младши (1910 – 2003). Има двама по-малки братя – Хари Уилям Стрийп III и Дана Дейвид Стрийп, и двамата актьори. Баща ѝ е от немски и швейцарски произход; родословието му се проследява до Лофенау, откъдето прапрадядото на Стрийп, Готфрид Щриб, имигрира в Съединените щати и където един от нейните предци е кмет (фамилията по-късно е променена на „Стрийп“). Друга линия от семейството на баща ѝ е от Гисвил – швейцарско градче в кантон Обвалден. Майка ѝ има английски, немски и ирландски произход. Някои от предците на Стрийп по майчина линия са живели в Пенсилвания и Роуд Айланд и са произлезли от английски имигранти от XVII век. Нейният осми прадядо, Лорънс Уилкинсън, е един от първите европейци, заселили се в Роуд Айланд. Стрийп е също така и далечна роднина на Уилям Пен, основател на Пенсилвания, и документите показват, че нейното семейство е сред първите купувачи на земя в страната. Нейните прапрадядовци по майчина линия, Манус Макфадън и Грейс Стрейн, са родом от район Хорн Хед от окръг Дънфанаги, графство Донегал в Ирландия.
Майката ѝ, която актрисата сравнява както по външен вид, така и по поведение с Джуди Денч, ѝ вдъхва увереност от много малка.
Стрийп е отгледана като презвитерианка в Баскинг Ридж, Ню Джърси, и посещава Начално училище „Седар Хил“ и Училище „Оак Стрийт“, което по това време е прогимназия. В дебюта си в прогимназията тя играе ролята на Луиз Хелър в пиесата The Family Upstairs. През 1963 г. семейството се премества в Бернърдсвил (Ню Джърси), където тя посещава гимназия „Бернърдс“. На 12-годишна възраст е избрана да пее на училищен рецитал, което води до уроци по пеене при Естел Либлинг, с които приключва четири години по-късно. Стрийп има много приятели католици в училище и редовно ходи на литургия. Тя е главна мажоретка в гимназията. Тя също е избрана за кралица на завръщането у дома в последната си година.
Въпреки че Стрийп се появява в многобройни училищни пиеси по време на гимназиалните си години, тя не се интересува от сериозния театър, докато не играе в пиесата Miss Julie в Колеж „Васар“ през 1969 г., в която тя привлича вниманието в кампуса. Тя демонстрира ранна способност да имитира акценти и бързо да запомня репликите си. Получава бакалавърска степен по драма с отличие през 1971 г., преди да кандидатства за магистърска степен в Йейлското драматично училище. В Йейл тя допълва таксите си за курсове, като работи като сервитьорка и машинописка и се появява в над дузина сценични продукции годишно. Играе различни роли на сцената – от Хелена в „Сън в лятна нощ“ до 80-годишна жена в инвалидна количка в комедия, написана от неизвестните тогава драматурзи Кристофър Дюранг и Алберт Инаурато. Получава магистърска степен по драматургия от Йейл през 1975 г. Тя също се записва като гостуваща студентка в Колеж „Дартмут“ през 1970 г. и получава почетна степен „Доктор по изкуствата“ от колежа през 1981 г.

## Кариера

### 1970 г.: Ранна работа и пробив
Една от първите професионални работи на Стрийп през 1975 г. е в Националната конференция на драматурзите на театралния център „Юджийн О'Нийл“, по време на която играе в пет пиеси в продължение на шест седмици. Мести се в Ню Йорк през 1975 г. и е избрана от Джоузеф Пап в продукцията на Trelawny of the Wells в Театър „Вивиан Белмон“ заедно с Манди Патинкин и Джон Литгоу. Продължава да се появява в още пет роли през първата си година в Ню Йорк, включително в продукциите на Пап на Шекспировия фестивал в Ню Йорк на „Хенри V“, „Укротяване на опърничавата“ с Раул Джулия и „Мяра за мяра“ със Сам Уотърстън и Джон Казейл. По това време тя има връзка с Казейл и живее с него до смъртта му от рак три години по-късно. Участва в мюзикъла Happy End на Бродуей и печели „Награда „Оби“ за изпълнението си в пиесата извън Бродуей Alice in the Palace.
Въпреки че Стрийп не цели да стане филмова актриса, изпълнението на Робърт Де Ниро в „Шофьор на такси“ (1976) ѝ оказва дълбоко въздействие. Тя започва да ходи на прослушвания за филмови роли и се проваля на прослушването за главната роля в „Кинг Конг“ на Дино Де Лаурентис, от когото е определена като грозна. Продължава да работи на Бродуей, появявайки се през 1976 г. в пиесата на Тенеси Уилямс 27 Wagons Full of Cotton и в A Memory of Two Mondays на Артър Милър. Номинирана е за Награда „Тони“ за най-добра театрална актриса. Други нейни участия в Бродуей включват „Вишнева градина“ на Антон Чехов и мюзикъла „Хепи енд“ на Бертолт Брехт и Курт Вайл, в който тя първоначално се появява извън Бродуей в Челси Тиатър Сентър. Номинирана е за Награда „Драма Деск“ и за двете продукции.
Първата роля на Стрийп в игрален филм идва срещу Джейн Фонда във филма „Джулия“ от 1977 г., в който тя играе малка роля по време на ретроспекция. Повечето от сцените ѝ са редактирани, но краткото време на екрана я ужасява. Стрийп обаче заявява през 2015 г., че Фонда ѝ е оказала трайно влияние върху нея като актриса и ѝ приписва, че е отворила „вероятно повече врати, отколкото вероятно дори знам за тях“. Робърт де Ниро, който забелязва актрисата в пиесата „Вишнева градина“, ѝ предлага да изиграе ролята на негова приятелка във военния филм „Ловецът на елени“ (1978). Успехът на филма разкрива Стрийп пред по-широка публика и ѝ печели номинация за „„Оскар“ за най-добра поддържаща женска роля.
В минисериала „Холокост“ от 1978 г. Стрийп играе главната роля на германка, омъжена за еврейски художник, изигран от Джеймс Уудс в Германия от нацистката ера. Тя пътува до Германия и Австрия. С приблизителна аудитория от 109 млн. души филмът носи повече обществено признание на Стрийп, която се озовава „на ръба на националната видимост“. За изпълнението си печели наградата „Еми в праймтайма“ за изключителна главна женска роля в минисериал или филм.
Въпреки успеха на наградите Стрийп все още не е ентусиазирана от филмовата си кариера и предпочита да играе на сцената. Тя играе поддържащата роля на Лейла в Uncommon Women and Others на Уенди Васерщайн в телевизионната продукция от май 1978 г. "Theater in America" за Great Performances на PBS. Тя замества Глен Клоуз, която изиграва ролята в продукцията Off-Broadway на Театър „Финикс“.
Стрийп приема роля във филма The Seduction of Joe Tynan (1979) като веселата любима на Алън Алда, като по-късно коментира, че я е изиграла на „автоматичен пилот“. Тя изпълнява ролята на Катрин в „Укротяване на опърничавата“ за Шекспир в парка, а също така играе поддържаща роля във филма „Манхатън“ (1979) на Уди Алън.
В драмата „Крамър срещу Крамър“ с Дъстин Хофман Стрийп е избрана в ролята на нещастно омъжена жена, която изоставя съпруга и детето си. Тя смята, че сценарият описва женската героиня като „твърде зла“ и настоява, че не е представителен за истински жени, които са изправени пред разпадане на брака и битки за попечителството над децата. Така сценарият е преработен. При подготовката за ролята Стрийп говори на собствената си майка за живота си като съпруга с кариера и посещава квартала Горен Ийст Сайд, в който се развива действието на филма, наблюдавайки взаимодействието между родители и деца. Режисьорът Робърт Бентън ѝ позволява да напише свой собствен диалог в две ключови сцени, въпреки някои възражения от негова страна и той в началото не я понася. Хофман и продуцентът Стенли Р. Джафе по-късно говорят за неуморимостта на Стрийп, като Хофман коментира: „Тя е изключително трудолюбива, до степен на обсебваща. Мисля, че тя не мисли за нищо друго, освен за това, което прави." За филма актрисата печели както Награда „Златен глобус“, така и „Оскар“ за най-добра поддържаща женска роля. Тя също така е наградена с Наградата на Асоциацията на филмовите критици в Лос Анджелис за най-добра поддържаща женска роля, Наградата на Националния съвет на кинокритиците на САЩ за най-добра поддържаща актриса и Наградата на Националното дружество на филмовите критици за най-добра поддържаща актриса за колективната ѝ работа в трите ѝ филма през 1979 г. И „Ловецът на елени“, и „Крамър срещу Крамър“ имат голям търговски успех и са последователни носители на „„Оскар“ за най-добър филм.

### 1980 г.: Издигане до известност
През 1979 г. Стрийп започва уъркшоп за Alice in Concert – музикална версия на „Алиса в Страната на чудесата“, с писателя и композитор Елизабет Суадос и режисьора Джоузеф Пап. Шоуто се играе в Обществения театър в Ню Йорк от декември 1980 г.
До 1980 г. Стрийп напредва до водещи роли във филми. Тя е представена на корицата на списание „Нюзуик“ със заглавие: „Звезда на 80-те“. Стрийп заклеймява нейното пламенно медийно отразяване по онова време като „прекалена реклама“. Драмата „Жената на френския лейтенант“ (1981) е първата ѝ главна роля. Филмът сдвоява Стрийп с Джеръми Айрънс като съвременни актьори, разказващи тяхната съвременна история, както и драмата от Викторианската епоха, която изпълняват. Стрийп развива английски акцент за ролята, но се счита за неподходяща за ролята: „Не можех да не пожелая да съм по-красива“. Тя е отличена с Наградата на BAFTA за най-добра актриса в главна роля за работата си. На следващата година тя се събира отново с Робърт Бентън за психологическия трилър „Тишината на нощта“ (1982)с участието на Рой Шайдър и Джесика Тенди.
По-големият успех идва през 1982 г., когато Стрийп участва в драмата „Изборът на Софи“, представяща поляк, оцелял от Аушвиц, хванат в любовен триъгълник между млад наивен писател (Питър Макникъл) и еврейски интелектуалец (Кевин Клайн). Емоционалното драматично изпълнение на Стрийп и очевидното ѝ владеене на полски акцент предизвикват похвали. Сцената, в която на Стрийп е наредено от СС пазач в Аушвиц да избере кое от двете ѝ деца да бъде обгазено и кое да отиде в трудов лагер, е най-известната ѝ сцена, според Ема Брокс от в. „Гардиън“. Сред няколко награди за актьорско майсторство Стрийп печели „Оскар“ за най-добра женска роля за изпълнението си.
През 1983 г. Стрийп играе първия си действителна героиня – ядрената информаторка и синдикална активистка Карън Силкууд, която загива в подозрителна автомобилна катастрофа, докато разследва предполагаеми нарушения в завода за плутоний „Кер Макгий“, в биографичния филм на Майк Никълс „Силкууд“. Стрийп чувства лична връзка със Силкууд и в подготовката се среща с хора, близки до нея, и по този начин осъзнава, че всеки човек вижда различен аспект от нейната личност. Джак Крол от сп. „Нюзуик“ смята, че представянето на Стрийп е брилянтно, докато приятелят на Силкууд, Дрю Стивънс, изразява одобрение, че актрисата е изиграла Карън като човешко същество, а не като мит, въпреки че баща ѝ Бил смята, че Стрийп и филмът са банализирали образа на дъщеря му.
След това Стрийп играе заедно с Робърт Де Ниро в романтичния филм „Да се влюбиш“ (1984), който е лошо приет, и изобразява боец от Френската съпротива по време на Втората световна война в британската драма „Неспокойно сърце“ (Plenty) (1985), адаптирана от пиесата на Дейвид Хеър. През 2008 г. Моли Хаскел хвали изпълнението на Стрийп в Plenty, вярвайки, че това е „един от най-трудните и двусмислени“ филми на Стрийп и „най-феминистката“ й роля.
Лонгуърт смята, че следващият филм на Стрийп, „Далеч от Африка“ (1985), я е утвърдил като холивудска суперзвезда. Във филма тя играе ролята на датската писателка Карен Бликсен, срещу Денис Финч Хатън на Робърт Редфорд. Режисьорът Сидни Полак първоначално се съмнява относно ролята на Стрийп, тъй като не смята, че тя е достатъчно секси, и обмисля Джейн Сиймур за ролята. Полак си спомня, че Стрийп го е впечатлила по различен начин: „Тя бе толкова директна, толкова честна, толкова без глупости. Нямаше защита между нея и мен.“ Стрийп и Полак често се сблъскват по време на 101-дневните снимки в Кения, особено заради гласа на Бликсен. Стрийп е прекарала много време в слушане на касети с Бликсен и започва да говори по старомоден и аристократичен начин, който Полак смята за прекален. Значителен търговски успех, филмът печели „Златен глобус“ за най-добър филм. Освен това носи на Стрийп още една номинация за „Оскар“ за най-добра женска роля и в крайна сметка филмът печели наградата за най-добър филм. Лонгуърт отбелязва, че драматичният успех на филма е довел до обратна реакция на критично мнение срещу Стрийп през следващите години, особено след като сега тя изисква 4 млн. долара за филм. За разлика от други звезди по онова време, като Силвестър Сталоун и Том Круз, Стрийп „изглежда никога не е играла себе си“ и някои критици смятат, че нейният технически финес кара хората буквално да я виждат как играе.
Следващите ѝ филми не се харесват на широка публика: тя си партнира с Джак Никълсън в драмите „Изпепелени сърца“ (1986) и Ironweed (1987), в които пее на екрана за първи път след телевизионното предаване "Great Performances" от 1977 г. В Evil Angels (1988) играе Линди Чембърлейн – австралийка, осъдена за убийството на малката си дъщеря, въпреки че твърди, че бебето е било отнето от динго. Заснет в Австралия, Стрийп печели Наградата на Австралийския филмов институт за най-добра женска главна роля, Наградата за най-добра женска роля на Филмовия фестивал в Кан и Наградата на кръга на филмовите критици в Ню Йорк за най-добра женска роля.
До края на десетилетието Стрийп активно търси да участва в комедия. Тя намира ролята в „Тя, дяволът“ (1989) – сатира, която пародира обществената мания за красота и козметична хирургия, в която тя играе бляскава писателка. Филмът не се радва на успех.

### 1990-те години: Комерсиални колебания
Биографът на Стийп Карън Холингер описва началото на 90-те години като спад в популярността на филмите ѝ, приписвайки това отчасти на критичното възприятие, че нейните комедии са опит да предаде по-лек образ след няколко сериозни, но комерсиално неуспешни драми и, което е по-важно, на липсата на възможности за актриса на 40 г. Стрийп коментира, че е ограничила възможностите си от предпочитанието си да работи в Лос Анджелис, близо до семейството си На Националната женска конференция на Гилдията на киноактьорите през 1990 г. тя отбелязва първото национално събитие, подчертавайки намаляването на възможностите за работа на жените, равенството в заплащането и моделите за подражание във филмовата индустрия.  Актрисата критикува филмовата индустрия, че омаловажава значението на жените както на екрана, така и извън него.
След роли в комедийната драма „Поздрави от Холивуд“ (1990) и комедийно-фантастичния „Да защитиш живота си“ (1991), Стрийп участва с Голди Хоун във фарсовата черна комедия „Смъртта ѝ прилича“ (1992), с Брус Уилис в ролята им съзвезда. 7-месечните снимки са най-дългите в кариерата ѝ. Поради алергиите ѝ към множество козметични продукти трябва да бъдат създадени специални протези, за да я състарят с десет години, за да изглежда на 54 г., въпреки че тя вярва, че те я карат да изглежда по-близо до 70-те г. Въпреки че е търговски успех, спечелвайки 15,1 млн. долара само за пет дни, приносът на Стрийп към комедията като цяло не е приет добре от критиците. По-късно Стрийп признава, че не е харесвала да снима сцени с тежки специални ефекти и се зарича никога повече да не работи върху филм с тежки специални ефекти.
Стрийп се появи с Джеръми Айрънс, Глен Клоуз и Уинона Райдър в „Къщата на духовете“ (1993), чието действие се развива в Чили по време на диктатурата на Аугусто Пиночет. Филмът не е добре приет от критиците. На следващата година тя участва в „Дивата река“, като майка на деца на рафтинг, които срещат двама жестоки престъпници (Кевин Бейкън и Джон Райли) в пустинята. Критичните реакции като цяло са смесени.
Най-успешният филм на Стрийп за десетилетието е романтичната драма „Мостовете на Медисън" (1995), режисирана от Клинт Истууд, който адаптира филма по едноименния роман на Робърт Джеймс Уолър. Той разказва историята на Робърт Кинкейд (Истууд) – фотограф, работещ за Нешънъл Джиографик, който има любовна афера с Франческа – италианска съпруга на средна възраст (Стрийп). Въпреки че Стрийп не харесва романа, тя смята, че сценарият е специална възможност за актриса на нейната възраст. Тя напълнява за ролята и се облича различно от героинята в книгата, за да подражава на сладострастни италиански филмови звезди като София Лорен. Както Лорен, така и Ана Маняни повлияват на нейния образ, а Стрийп е гледала „Мама Рома“ (1962) на Пиер Паоло Пазолини преди снимките. Филмът е касов хит и събира над 70 млн. долара в САЩ. Той, за разлика от романа, е топло приет от критиците. 
Стрийп играе отчуждената сестра на Беси (Даян Кийтън) – жена, бореща се с левкемия, в „Стаята на Марвин“ (1996) – адаптация на пиесата на Скот Макферсън. Стрийп препоръчва Кийтън за ролята. Филмът е добре приет и Стрийп печели още една номинация за „Златен глобус“ за изпълнението си.
Изпълнението на Стрийп във ...First Do No Harm (1997) ѝ носи втора номинация за Награда „Еми“ в прайтайма за най-добра главна женска роля в минисериал или филм. През 1998 г. актрисата за първи път се появява заедно с Майкъл Гамбън и Катрин Маккормак в Dancing at Lughnasa на Пат О'Конър – друга адаптация на Бродуей, която е включена във Венецианския филмов фестивал в годината на излизане. По-късно същата година тя играе домакиня, умираща от рак, в „Нещо истинско“. Филмът получава положителни отзиви. 
Стрийп изиграва Роберта Гуаспари – нюйоркчанка от реалния живот, която намира страст и просветление в преподаването на цигулка на децата от центъра на Източен Харлем, в музикалната драма Music of the Heart (1999). Стрийп заменя Мадона, която се отказва от проекта преди началото на снимките поради творчески различия с режисьора Уес Крейвън. Задължена да свири на цигулка, Стрийп се подлага на два месеца интензивно обучение, пет до шест часа на ден. За изпълнението си е номинирана за „Оскар“, „Златен глобус“ и за Награда на Гилдията на актьорите.

### 2000-те години: Възраждане на кариерата и сценична работа
Стрийп навлиза в 2000-те г. с епизодична гласова роля във филма на Стивън Спилбърг „Изкуствен интелект“ (2001) – научнофантастичен филм за детски андроид, изигран от Хайли Джоел Осмънт. Същата година Стрийп е водеща на годишния концерт за Нобеловата награда за мир с Лиъм Нийсън, който се провежда в Осло, на 11 декември 2001 г. в чест на носителя на Нобелова награда за мир, Обединените нации и Кофи Анан. През 2001 г. Стрийп се завръща на сцената за първи път от повече от двадесет години, играейки Аркадина във възраждането на пиесата „Чайката“ на Антон Чехов от нюйорската организация „Обществен театър“, режисирано от Майк Никълс и с участието на Кевин Клайн, Натали Портман, Джон Гудман, Марша Гей Хардън, Стивън Спинела, Дебра Монк, Лари Пайн и Филип Сиймур Хофман. Синът на Стрийп, Хенри Гaмър, по-късно известен като музиканта Хенри Улф, също е включен в пиесата в ролята на Яков – наемен работник.
Същата година Стрийп започва работа по комедийната драма на Спайк Джонз „Адаптация.“ (2002), в който тя изобразява реалната журналистка Сюзън Орлеан. Възхваляван както от критици, така и от зрители, филмът носи на Стрийп четвъртия ѝ Златен глобус в категорията за най-добра актриса в поддържаща роля. Стрийп се появява заедно с Никол Кидман и Джулиан Мур в „Часовете“ на Стивън Долдри (2002), базиран на романа от 1999 г. на Майкъл Кънингам. Фокусиран върху три жени от различни поколения, чиито животи са взаимосвързани от романа „Мисис Далоуей" на Вирджиния Улф, филмът като цяло е добре приет и печели на трите водещи актриси Сребърна мечка за най-добра актриса.
През 2003 г. Стрийп се събира отново с Майк Никълс, за да играе с Ал Пачино и Ема Томпсън в адаптацията на HBO по 6-часовата пиеса на Тони Кушнър „Ангели в Америка“ – историята на две двойки, чиито връзки се разпадат на фона на Ерата на Рейгън. Стрийп, която е избрана за четири роли в минисериала, получава втората си награда Еми и петия си „Златен глобус“ за изпълнението си. Тя се появява в умерено успешния римейк на Джонатан Деми на „Манджурският кандидат“ през 2004 г. с участието на Дензъл Уошингтън, играейки ролята на жена, която е едновременно американски сенатор и манипулативната, безмилостна майка на кандидат за вицепрезидент. Същата година тя играе поддържащата роля на леля Джоузефин в „Лемъни Сникет: Поредица от злополучия“ заедно с Джим Кери, базиран на първите три романа от поредицата книги на Лемъни Сникет. Черната комедия получава като цяло благоприятни отзиви от критиците и печели „Оскар“ за най-добър грим. Стрийп също разказва филма Monet's Palate. Тя след това играе в комедийния филм „Малки тайни“ (2005), режисиран от Бен Йънгър. Във филма е в ролята на Лиза Метцгер – еврейска психоаналитичка на разведена и самотна бизнес жена, изиграна от Ума Търман, която влиза във връзка с 23-годишния син на Мецгер (Браян Грийнбърг). Скромен мейнстрийм успех, в крайна сметка филмът печели 67,9 млн. щатски долара в международен план.
През август и септември 2006 г. Стрийп участва на сцената в продукцията на Нюйорската организация „Обществен театър“ на „Майка Кураж и нейните деца“ в Театър „Делакорт“ в Сентръл Парк. Продукцията е нов поглед на драматурга Тони Кушнер, с песни в стил Вайл/Брехт – дело на композиторката Джанин Тесори и с режисьора ветеран Джордж К. Улф. Стрийп участва заедно с Кевин Клайн и Остин Пендълтън в тази пиеса от 3,5 часа. Горе-долу по същото време тя заедно с Лили Томлин изобразява последните двама членове на някога популярната семейна кънтри група в последния филм на Робърт Олтмън „Последното кънтри шоу“ (2006). Комедиен ансамбъл с участието на Линдзи Лоън, Томи Лий Джоунс, Кевин Клайн и Уди Харелсън, филмът се върти около дейностите зад кулисите на дългогодишното обществено радиошоу със същото име. Филмът печели повече от 26 млн. щатски долара, по-голямата част от които идват от вътрешните пазари.
В комерсиален план Стрийп се справя по-добре с ролята си в „Дяволът носи Прада“ (също от 2006 г.) – свободна екранизация на едноименния роман на Лорън Уайзбъргър от 2003 г. Стрийп изиграва могъщата и взискателна Миранда Пристли – редакторка на модно списание и шефка на наскоро завършила колежанка, изиграна от Ан Хатауей). Въпреки че като цяло филмът получава смесени отзиви, нейното изобразяване на това, което Еберт нарича „уравновесената и властна Миранда“, привлича възторжени отзиви от критиците и ѝ печели много номинации за награди, включително нейната рекордна 14-та оферта за Оскар, както и като още един Златен глобус. С комерсиалното си пускане филмът става най-големият комерсиален успех на Стрийп до този момент, като печели повече от 326,5 млн. щатски долара по целия свят.
Стрийп играе богата университетска покровителка в драмата на Чен Ши-джън „Тъмна материя“ – филм за китайски студент, завършил наука, който се ожесточава, след като се занимава с академична политика в американски университет. Вдъхновени от събитията от стрелбата в Университета на Айова през 1991 г. и първоначално планиран за пускане през 2007 г., продуцентите и инвеститорите решават да отложат филма от уважение към жертвите на стрелбата във Вирджинската политехника през април 2007 г. Той получава отрицателни до смесени отзиви при ограниченото си издание през 2008 г.
Стрийп играе служителка на правителството на САЩ, който разследва египетски чужд гражданин, заподозрян в тероризъм, в политическия трилър „Извличане“ (2007) на режисьора Гавин Худ. Желаейки да играе в трилър Стрийп приветства възможността да участва във филмов жанр, за който обикновено не ѝ се предлагат сценарии. След пускането си филмът е по-малко успешен от търговска гледна точка и получава смесени отзиви.
В този период Стрийп има кратка роля заедно с Ванеса Редгрейв, Глен Клоуз и най-голямата ѝ дъщеря Мейми Гaмър в драматичния филм на Лайош Колтай „Вечер“ (2007), базиран на едноименния роман от 1998 г. на Сюзън Майнот. Превключвайки между настояще и минало, той разказва историята на прикована на легло жена, която си спомня своя бурен живот в средата на 50-те години на миналия век. Филмът е пуснат при хладна реакция от страна на критиците, които го наричат „красиво заснет, но определено скучен [и] колосална загуба на талантлив актьорски състав". Тя има роля в „Офицери и пешки“ на Робърт Редфорд (също 2007 г.) – филм за връзката между взвод войници на Съединените щати в Афганистан, американски сенатор, репортер и професор от калифорнийски колеж. Подобно на Evening критиците смятат, че талантът на актьорския състав е пропилян и че страда от бавно темпо.
Стрийп постига голям комерсиален успех, когато участва във филма Mamma Mia! на Филида Лойд ! (2008) – филмова адаптация на едноименния мюзикъл, базиран на песните на шведската поп група АББА. С участието на Аманда Сайфред, Пиърс Броснан, Стелан Скарсгорд, Колин Фърт, Джули Уолтърс и Кристин Барански, Стрийп играе самотна майка и бивша певица от момичешка група, чиято дъщеря (Сейфрид), бъдеща булка, която никога не е срещала нейният баща, кани трима вероятни кандидати за баща на сватбата си на идиличния гръцки остров Скопелос, известен във филма като Калокаири. Незабавен успех в бокс офиса, Mamma Mia! става най-печелившият филм на Стрийп до момента с приходи от бокс офиса от 602,6 млн. щатски долара, което го нарежда на първо място сред най-касовите музикални филми. Номинирана за още един Златен глобус, играта на Стрийп като цяло е добре приета от критиците.
„Съмнения“ (също от 2008 г.) включва Стрийп с Филип Сиймур Хофман, Ейми Адамс и Вайола Дейвис. Драма, въртяща се около строгата главна монахиня (Стрийп) на католическо училище в Бронкс през 1964 г., която повдига обвинения в педофилия срещу популярен свещеник (Хофман), филмът има умерен успех в боксофиса и е приветстван от много критици като един от най-добрите филми на 2008 г. Той получаава пет номинации за награда „Оскар“, за четиримата главни актьори и за сценария на Джон Патрик Шанли.
През 2009 г. Стрийп играе готвачката Джулия Чайлд в „Джули и Джулия“ на Нора Ефрон, партнирайки на Стенли Тучи и отново на Ейми Адамс. (Тучи и Стрийп са работили заедно по-рано в „Дяволът носи Прада“.) Първият голям филм, базиран на блог, той контрастира живота на Чайлд в ранните години от нейната кулинарна кариера с живота на младата нюйоркчанка Джули Пауъл (Адамс), който се стреми да готви всичките 524 рецепти в детската готварска книга „Овладяване на изкуството на френското готвене“. Лонгуърт вярва, че нейната карикатура на Джулия Чайлд е била „вероятно най-голямото представяне в кариерата ѝ, като същевременно е използвала собствения си опит, за да внесе живата истина в историята на един късен разцвет“. В романтичната комедия на Нанси Майърс „Не е лесно“ (също от 2009 г.) Стрийп играе с Алек Болдуин и Стийв Мартин. Тя е номинирана за наградата „Златен глобус“ за най-добра актриса – филмов мюзикъл или комедия за „Джули и Джулия“ и „Не е лесно“; печели наградата за „Джули и Джулия“, а по-късно получава 16-ата си номинация за „Оскар“ за него. Тя също озвучава г-жа Фелисити Фокс във филма на Уес Андерсън със стоп-моушън „Фантастичният господин Фокс“.

### 2010-те години: Допълнителен критичен и търговски успех
Стрийп си партнира отново с режисьорката на Mamma Mia! Филида Лойд за „Желязната лейди“ (2011) – британски биографичен филм за Маргарет Тачър, който я разглежда по време на Фолкландската война и годините ѝ в пенсия. Стрийп, която присъства на сесия на Камарата на общините, за да види британските членове на парламента (МП) в действие в подготовка за ролята си, нарича избора си „обезсърчително и вълнуващо предизвикателство“. Въпреки че филмът има смесен прием, изпълнението на Стрийп печели възторжени отзиви, спечелвайки ѝ наградите за най-добра актриса на Златен глобус и BAFTA, както и третата ѝ победа на 84-тите награди на Академията. Бивши съветници, приятели и семейство на Тачър разкритикуват представянето от Стрийп като неточно и предубедено. На следващата година, след смъртта на Тачър, Стрийп издава официално изявление, в което описва „твърдите фискални мерки“ на Тачър и „непристрастния подход към финансовото регулиране“, като същевременно възхвалява нейната „лична сила и смелост“.
Стрийп се събира отново с режисьора „Дяволът носи Прада“ Дейвид Франкел на снимачната площадка на романтичната комедийна драма „Любовна терапия“ (2012) с участието на Томи Лий Джоунс и Стийв Карел. Стрийп и Джоунс играят двойка на средна възраст, която посещава едноседмично интензивно брачно консултиране, за да се опита да възвърне липсващата интимност във връзката им. Рецензиите за филма са предимно положителни. През 2013 г. Стрийп участва заедно с Джулия Робъртс и Юън Макгрегър в черната комедийна драма „У дома през август“ (2013) за дисфункционално семейство, което се обединява отново в семейната къща, когато техният патриарх внезапно изчезва. Базирана на едноименната пиеса на Трейси Летс, спечелила наградата „Пулицър“, Стрийп получава положителни отзиви за ролята си на волевия и спорен матриарх на семейството, която страда от рак на устната кухина и пристрастеност към наркотиците. Впоследствие е номинирана за друг „Златен глобус“, за SAG и за „Оскар“.
В „Пазителят“ (The Giver) от 2014 г. – филмова адаптация на едноименния роман, Стрийп играе лидер на общността. Развиващ се през 2048 г., социално-фантастичният филм разказва историята на постапокалиптична общност без война, болка, страдание, различия или избор, където младо момче е избрано да научи за реалния свят. Стрийп е наясно с книгата, преди да получи предложение за ролята от колегата и продуцент Джеф Бриджис. След излизането си филмът е посрещнат като цяло със смесени до отрицателни отзиви от критиците.  Актрисата също има малка роля в драматичния филм от периода „Водачът“ (The Homesman, 2014). Действието се развива в Средния запад на 1850 г.,и е с участието на Хилари Суонк и Томи Лий Джоунс като необичайна двойка, която помага на три жени, доведени до лудост от границата, да се върнат на Изток. Стрийп се появява едва към края на филма, играейки съпруга на проповедник, която се грижи за жените. Премиерата на „Водачът“ е на Филмовия фестивал в Кан през 2014 г., където събира до голяма степен положителни отзиви от критиците.
Режисиран от Роб Маршъл, „Вдън горите“ (също от 2014 г.) е филмова адаптация на Дисни на мюзикъла на Бродуей с музика и текст на Стивън Сондхайм, в който Стрийп играе вещица. Фентъзи жанров кросоувър, вдъхновен от приказките на братя Грим, той се съсредоточава върху бездетна двойка, която си поставя за цел да сложи край на проклятието, наложено върху тях от отмъстителната вещица на Стрийп. Въпреки че филмът е отхвърлен от някои критици като Марк Кърмоуд като „дразнеща наглост“, изпълнението на Стрийп ѝ печели номинации за „Оскар“, „Златен глобус“, SAG и Изборът на критиците за най-добра актриса в поддържаща роля.
През 2015 г. Стрийп участва в „Рики и Флаш: Рокендрол майка“ на Джонатан Деми, играейки касиерка в магазин за хранителни стоки през деня, която е рок музикантка през нощта и която има последен шанс да се свърже отново с отчужденото си семейство. Стрийп се научава да свири на китара за полуавтобиографичния драматично-комедиен филм, в който отново играе и най-голямата ѝ дъщеря Мейми Гамър. Отзивите за филма като цяло са смесени. Другият ѝ филм от това време е драмата от периода на режисьорката Сара Гаврон „Суфражетка“ с участието на Кери Мълиган и Хелена Бонам Картър. Във филма тя изиграва малката, но ключова роля на Емелин Панкхърст – британска политическа активистка и лидер на британското движение на Суфражетките, която помогна на жените да спечелят правото да гласуват. Филмът получава предимно положителни отзиви, особено за представянето на актьорския състав, въпреки че неговият дистрибутор печели критики, че видната позиция на Стрийп в маркетинга е подвеждаща.
Следвайки задълженията си на президент на 66-ия Берлински международен филмов фестивал през 2016 г., Стрийп участва в режисираната от Стивън Фриърс комедия „Флорънс“ – едноименен биографичен филм за фалшиво пеещата оперна певица Флорънс Фостър Дженкинс, която настоява за публични изяви. Други актьори са Хю Грант и Саймън Хелбърг. Тя печели Филмовата награда на критиците за най-добра актриса в комедия и е номинирана за „Оскар“, „Златен глобус“, SAG и BAFTA. 
След това Стрийп играе ролята на първата американска издателка на вестници – Катрин Греъм, до Бен Брадли на Том Ханкс, в политическата драма на Стивън Спилбърг „Вестник на властта“ (2017), която се фокусира върху публикацията на в. „Вашингтон Поуст“ на документите на Пентагона от 1971 г. Филмът получава положителни отзиви с похвали към изпълненията на двамата главни роли и печели над 177 млн. долара при бюджет от 50 млн. долара. Стрийп получава своята 31-ва номинация за Златен глобус и 21-ва номинация за Оскар за най-добра актриса.
През 2018 г. Стрийп повтаря за кратко ролята си в музикалното продължение „Mamma Mia! Отново заедно“. Тя също играе поддържаща роля в „Мери Попинз се завръща“ на Роб Маршал – музикално продължение на филма „Мери Попинз“ от 1964 г. След това Стрийп участва в първата си главна роля в телевизионен сериал – във втория сезон на драматичния сериал на HBO „Големи малки лъжи“ през 2019 г. Тя поема ролята на Мери Луиз Райт – свекървата на героя на Никол Кидман. Лиан Мориарти, автор на едноименния роман, на който се базира първият сезон, написва роман от 200 страници, която послужва като основа за втория сезон. Мориарти решава да кръсти новата героиня Мери Луиз по официалното име на Стрийп. Впоследствие Стрийп се съгласява на ролята, без да чете сценарий за първи път в кариерата си. Тя е номинирана за „Еми за най-добра поддържаща женска роля“ за шоуто. Същата година актрисата участва в режисираната от Стивън Содърбърг биографична комедия „Перачка на кинти“ за Досиетата от Панама, заедно с Гари Олдман и Антонио Бандерас. Това е първият филм, разпространяван от Нетфликс, в който Стрийп участва. Тя също играе леля Марч в „Малки жени“ на Грета Гъруиг, партнирайки на Сърша Ронан, Ема Уотсън, Флорънс Пю, Тимъти Шаламе и Лора Дърн. Филмът получава одобрението на критиците и печели над 218 млн. долара срещу бюджет от 40 млн. долара.

### 2020-те години: Стрийминг проекти
През 2020 г. Стрийп има роля в късометражния анимационен филм на Apple TV+ Here We Are: Notes for Living on Planet Eart.h Има и главни роли в два филма, и двата пуснати от стрийминг услуги. Тя се събира отново с Никол Кидман за Нетфликс, в „Моят абитуриентски бал“ на Райън Мърфи (2020) – филмова адаптация на едноименния мюзикъл на Бродуей. Същата година работи отново с режисьора Стивън Содърбърг за неговия комедиен филм по HBO Макс „Нека говорят“ (2020). Участва заедно с Даян Уийст, Кандис Бъргън, Лукас Хеджис и Джема Чан. 
На следващата година актрисата играе заедно с Леонардо ди Каприо и Дженифър Лорънс в „Не поглеждай нагоре“ (2021), режисиран от Адам Маккей за Нетфликс. Стрийп изиграва комична роля на измисления президент на Съединените щати, който размахва страховете си от глобалното затопляне. Тя е изпълнителен продуцент на Sell/Buy/Date (2022), режисиран от Сара Джоунс. Участва в антологичния сериал на Apple TV+ Extrapolations (2023). По-късно същата година играе Лорета Дъркин – актриса в затруднение, в третия сезон на комедийния сериал на Hulu „Убийства в сградата“ с участието на Стийв Мартин, Мартин Шорт и Селена Гомес. Тя е номинирана за Златен глобус и печели телевизионна награда „Избор на критиката“.

## Личен живот
Актрисата има връзка актьора Джон Казейл от 1976 г. и се грижи за него до смъртта му от рак на белите дробове през март 1978 г. Шест месеца по-късно тя се омъжва за скулптора Дон Гамър (р. 12 декември 1946), от когото има четири деца: Хенри „Хенк“ Улф Гамър (род. 13 ноември 1979 г.), Мери Уила „Мейми“ Гамър (род. 3 август 1983 г.), Грейс Джейн Гамър (род. 9 май 1986 г.) и Луиза Джекъбсън Гамър (род. 12 юни 1991 г.). Мейми, Грейс и Луиза стават актриси,  а Хенк – певец, музикант и автор на песни, изявяващ се под името „Хенри Улф“. През 1985 г. семейството се мести в частно имение на стойност 1,8 млн. долара в Кънектикът, където живее до 1990 г., когато купува имение за 3 млн. долара в квартал „Брентуд“, Лос Анджелис. Впоследствие те отново се местят в Кънектикът. През 2023 г. се съобщава, че Стрийп и Гамър са разделени повече от шест години. За последен път са видени публично заедно на 90-ите награди на Академията през 2018 г.
Стрийп е кръстница на актрисата Били Лурд, дъщеря на актрисата и нейна близка приятелка Кари Фишър.

## Участия
| Година | Филм                                  | Оригинално заглавие                             | Роля                    | Режисьор          | Жанр                    | Бележки |
| ------ | ------------------------------------- | ----------------------------------------------- | ----------------------- | ----------------- | ----------------------- | --- |
| 1977   |                                       | The Deadliest Season                            | Шарън Милър             | Робърт Маккорвиц  | спортен                 | телевизионен филм |
| 1977   | Джулия                                | Julia                                           | Ан Мари                 | Фред Зинеман      | драма                   | |
| 1978   | Ловецът на елени                      | The Deer Hunter                                 | Линда                   | Майкъл Чимино     | военен, драма           | - номинация – Оскар за най-добра поддържаща женска роля. - номинация – Награда на БАФТА за най-добра актриса в главна роля. - номинация – Златен глобус за най-добра поддържаща актриса.                                                                             |
| 1979   | Манхатън                              | Manhattan                                       | Джил                    | Уди Алън          | комедия, драма          | - номинация – Награда на БАФТА за най-добра актриса в поддържаща роля. |
| 1979   | Прелъстяването на Джо Тайнън          | The Seduction of Joe Tynan                      | Карън Трейнър           | Джери Шатцберг    | драма                   | |
| 1979   | Крамър срещу Крамър                   | Kramer vs. Kramer                               | Джоана Крамър           | Робърт Бентън     | драма                   | - Оскар за най-добра поддържаща женска роля. - Златен глобус за най-добра поддържаща актриса. - номинация – Награда на БАФТА за най-добра актриса в главна роля. |
| 1981   | Жената на френския лейтенант          | The French Lieutenant's Woman                   | Сара/Ана                | Карел Райш        | драма                   | - Награда на БАФТА за най-добра актриса в главна роля. - Златен глобус за най-добра актриса в драматичен филм. - номинация – Оскар за най-добра женска роля. |
| 1981   |                                       | Kiss Me, Petruchio                              | Катрин                  |                   | документален            | телевизионен |
| 1982   |                                       | Alice at the Palace                             | Алис                    | Емили Ардолино    | семеен, мюзикъл         | телевизионен филм |
| 1982   | Тишината на нощта                     | Still of the Night                              | Брук Рейнолдс           | Робърт Бентън     | драма, криминален       | |
| 1982   | Изборът на Софи                       | Sophie's Choice                                 | Софи Завистовска        | Алън Дж. Пакула   | драма                   | - Оскар за най-добра женска роля. - Златен глобус за най-добра актриса в драматичен филм. - номинация – Награда на БАФТА за най-добра актриса в главна роля. |
| 1983   | Силкууд                               | Silkwood                                        | Карън Силкуд            | Майк Никълс       | драма, биографичен      | - номинация – Оскар за най-добра женска роля. - номинация – Златен глобус за най-добра актриса в драматичен филм. - номинация – Награда на БАФТА за най-добра актриса в главна роля.                                                                                 |
| 1984   | Да се влюбиш                          | Falling in Love                                 | Моли Гилмор             | Улу Гросбард      | романтичен              | |
| 1985   | Неспокойно сърце                      | Plenty                                          | Сюзън Трахърн           | Фред Шепизи       | драма                   | |
| 1985   | Далеч от Африка                       | Out of Africa                                   | Керън Бликсен           | Сидни Полак       | драма, биографичен      | - номинация – Оскар за най-добра женска роля. - номинация – Награда на БАФТА за най-добра актриса в главна роля. - номинация – Златен глобус за най-добра актриса в драматичен филм.                                                                                 |
| 1986   | Изпепелени сърца                      | Heartburn                                       | Рейчъл Самстат          | Майк Никълс       | комедия                 | |
| 1987   | Диворасляк                            | Ironweed                                        | Хелън Арчър             | Хектор Бабенко    | драма                   | - номинация – Оскар за най-добра женска роля. |
| 1988   | Вик в тъмнината                       | A Cry in the Dark                               | Линди Чембърлейн        | Фред Шепизи       | биографичен, драма      | - номинация – Оскар за най-добра женска роля. - номинация – Златен глобус за най-добра актриса в драматичен филм. |
| 1989   | Тя, дяволът                           | She-Devil                                       | Мери Фишър              | Сюзан Зайделман   | комедия                 | |
| 1990   | Поздрави от Холивуд                   | Postcards from the Edge                         | Сюзън Вейл              | Майк Никълс       | комедия                 | - номинация – Оскар за най-добра женска роля. - номинация – Златен глобус за най-добра актриса в мюзикъл или комедия. |
| 1991   | Да защитиш живота си                  | Defending Your Life                             | Джулия                  | Албърт Брукс      | комедия, драма          | - номинация – Сатурн за най-добра актриса. |
| 1992   | Смъртта ѝ прилича                     | Death Becomes Her                               | Маделин Аштън           | Робърт Земекис    | комедия                 | - номинация – Златен глобус за най-добра актриса в мюзикъл или комедия. - номинация – Сатурн за най-добра актриса. |
| 1993   | Къщата на духовете                    | The House of the Spirits                        | Клара дел Вале Труеба   | Биле Аугуст       | драма                   | |
| 1994   | Дивата река                           | The River Wild                                  | Гейл Хартман            | Къртис Хенсън     | приключенски            | |
| 1995   | Мостовете на Медисън                  | The Bridges of Madison County                   | Франческа Джонсън       | Клинт Истууд      | драма, романтичен       | - номинация – Оскар за най-добра женска роля. - номинация – Златен глобус за най-добра актриса в драматичен филм. |
| 1996   | Преди и след това                     | Before and After                                | Каролин Райън           | Барбет Шрьодер    | криминален              | |
| 1996   | Стаята на Марвин                      | Marvin's Room                                   | Ли                      | Джери Закс        | драма                   | |
| 1997   | Първо: не вреди!                      | ...First Do No Harm                             | Лори Раймюлер           | Джим Ейбрахамс    | драма                   | телевизионен филм |
| 1998   | Магията на танца                      | Dancing at Lughnasa                             | Кейт Мънди              | Пат О'Конър       | драма, романтичен       | |
| 1998   | Нещо истинско                         | One True Thing                                  | Кейт Гулден             | Карл Франклин     | драма                   | - номинация – Оскар за най-добра женска роля. - номинация – Златен глобус за най-добра актриса в драматичен филм. - номинация – Сателит за най-добра актриса в драматичен филм.                                                                                      |
| 1999   | Музика от сърцето                     | Music of the Heart                              | Роберта Гаспари         | Уес Крейвън       | драма                   | - номинация – Оскар за най-добра женска роля. - номинация – Златен глобус за най-добра актриса в драматичен филм. |
| 2002   | Адаптация.                            | Adaptation                                      | Сюзан Орлийн            | Спайк Джоунз      | драма, комедия          | - Златен глобус за най-добра поддържаща актриса. - номинация – Оскар за най-добра поддържаща женска роля. - номинация – Награда на БАФТА за най-добра актриса в поддържаща роля. - номинация – Сателит за най-добра актриса в поддържаща роля в мюзикъл или комедия. |
| 2002   | Часовете                              | The Hours                                       | Клариса Вон             | Стивън Далдри     | драма                   | - номинация – Награда на БАФТА за най-добра актриса в главна роля. - номинация – Златен глобус за най-добра актриса в драматичен филм. - номинация – Сателит за най-добра актриса в драматичен филм.                                                                 |
| 2003   |                                       | Stuck on You                                    | себе си                 | братя Фарели      | комедия                 | некредитирано камео |
| 2004   | Манджурският кандидат                 | The Manchurian Candidate                        | Елинор Шоу              | Джонатан Деми     | драма                   | - номинация – Награда на БАФТА за най-добра актриса в поддържаща роля. - номинация – Златен глобус за най-добра поддържаща актриса. - номинация – Сатурн за най-добра актриса в поддържаща роля.                                                                     |
| 2004   | Лемъни Сникет: Поредица от злополучия | Lemony Snicket's A Series of Unfortunate Events | леля Джозефин           | Брад Силбърлинг   | семеен                  | |
| 2005   | Малки тайни                           | Prime                                           | Лиза Мецгър             | Бен Янгър         | комедия, драма          | |
| 2006   |                                       | The Music of Regret                             | Жена                    | Лори Симънс       | късометражен, музикален | |
| 2006   | Последното кънтри шоу                 | A Prairie Home Companion                        | Йоланда Джонсън         | Робърт Олтман     | драма, комедия          | |
| 2006   | Дяволът носи Прада                    | The Devil Wears Prada                           | Миранда Пристли         | Дейвид Франкъл    | драма, комедия          | - Златен глобус за най-добра актриса в мюзикъл или комедия. - Сателит за най-добра актриса в мюзикъл или комедия. - номинация – Оскар за най-добра женска роля. - номинация – Награда на БАФТА за най-добра актриса в главна роля.                                   |
| 2007   | Тъмна материя                         | Dark Matter                                     | Джоана Силвър           | Чен Ши-Женг       | драма                   | |
| 2007   | Когато падне мрак                     | Evening                                         | Лайла Рос               | Лайош Колтай      | романтичен              | |
| 2007   | Извличане                             | Rendition                                       | Корин Уитман            | Дейвид Худ        | трилър, драма           | |
| 2007   | Офицери и пешки                       | Lions for Lambs                                 | Джанин Рот              | Робърт Редфорд    | драма, криминален       | |
| 2008   | Mamma Mia!                            | Mamma Mia!                                      | Дона Шеридан            | Филида Лойд       | музикален               | - номинация – Златен глобус за най-добра актриса в мюзикъл или комедия. - номинация – Сателит за най-добра актриса в мюзикъл или комедия. |
| 2008   | Съмнения                              | Doubt                                           | сестра Алоиз Бовие      | Джон Патрик Шенли | драма                   | - номинация – Оскар за най-добра женска роля. - номинация – Награда на БАФТА за най-добра актриса в главна роля. - номинация – Златен глобус за най-добра актриса в драматичен филм. - номинация – Сателит за най-добра актриса в драматичен филм.                   |
| 2009   | Джули и Джулия                        | Julie & Julia                                   | Джулия Чайлд            | Нора Ефрон        | биографична комедия     | - Златен глобус за най-добра актриса в мюзикъл или комедия. - Сателит за най-добра актриса в мюзикъл или комедия. - номинация – Оскар за най-добра женска роля. - номинация – Награда на БАФТА за най-добра актриса в главна роля.                                   |
| 2009   | Не е лесно...                         | It's Complicated                                | Дейн Адлър              | Нанси Майерс      | комедия, драма          | - номинация – Златен глобус за най-добра актриса в мюзикъл или комедия. |
| 2011   | Желязната лейди                       | The Iron Lady                                   | Маргарет Тачър          | Филида Лойд       | биографичен, драма      | - Оскар за най-добра женска роля. - Награда на БАФТА за най-добра актриса в главна роля. - Златен глобус за най-добра актриса в драматичен филм. - номинация – Сателит за най-добра актриса. - номинация – Емпайър за най-добра актриса.                             |
| 2012   | Любовна терапия                       | Hope Springs                                    | Кей Соумс               | Дейвид Франкел    | комедия, драма          | |
| 2013   | У дома през август                    | August: Osage County                            | Вайълет Уестън          | Джон Уелс         | комедия, драма          | - номинация – Оскар за най-добра женска роля. - номинация – Златен глобус за най-добра актриса в мюзикъл или комедия. - номинация – Сателит за най-добра актриса. |
| 2014   | Водачът                               | The Homesman                                    | Алта Картър             | Томи Лий Джоунс   | драма, уестърн          | |
| 2014   | Пазителят                             | The Giver                                       | шеф Елдър               | Филип Нойс        | драма                   | |
| 2014   | Вдън горите                           | Into the Woods                                  | Вещицата                | Роб Маршъл        | фентъзи                 | - номинация – Оскар за най-добра поддържаща женска роля. - номинация – Златен глобус за най-добра поддържаща актриса. - номинация – Сатурн за най-добра актриса в поддържаща роля.                                                                                   |
| 2015   | Рики и Флаш: Рокендрол майка          | Ricki and the Flash                             | Рики                    | Джонатан Деми     | комедия, драма          | |
| 2015   | Суфражетка                            | Suffragette                                     | Емелин Панкхърст        | Сара Геврон       | исторически, драма      | |
| 2016   | Флорънс                               | Florence Foster Jenkins                         | Флорънс Фостър Дженкинс | Стивън Фриърс     | биографичен             | |
| 2017   | Вестник на властта                    | The Post                                        | Кей Греъм               | Стивън Спилбърг   | биографичен, драма      | Номинация – „Оскар“ за най-добра женска роля. |
| 2018   |                                       | This Changes Everything                         | Себе си                 | Том Донахю        | документален            | |
| 2018   | Mamma Mia: Отново заедно              | Mamma Mia! Here We Go Again                     | Дона Шеридан            | Ол Паркър         | музикален               | |
| 2018   | Мери Попинз се завръща                | Mary Poppins Returns                            | Леля Топси              | Роб Маршъл        | семеен                  | |
| 2018   |                                       | This Changes Everything                         | себе си                 | Том Донахю        | документален            | |
| 2019   | Перачка на кинти                      | The Laundromat                                  | Елън Мартин             | Стивън Содърбърг  | комедия                 | |
| 2019   | Малки жени                            | Little Women                                    | Леля Марч               | Грета Гъруиг      | драма                   | |
| 2020   | Моят абитуриентски бал                | The Prom                                        | Ди Ди Алън              | Райън Мърфи       | комедия, драма          | |
| 2020   | Нека говорят                          | Let Them All Talk                               | Алис                    | Стивън Содърбърг  | комедия, драма          | |
| 2021   | Не поглеждай нагоре                   | Don't Look Up                                   | Джени Орлийн            | Адам Маккей       | комедия, драма          | |

| година      | Заглавие            | Ориг. заглавие                                   | Роля                                                        | Жанр                      | Епизод                           | Бел.       |
| ----------- | ------------------- | ------------------------------------------------ | ----------------------------------------------------------- | ------------------------- | -------------------------------- | ---------- |
| 1977 – 1978 |                     | Great Performances                               | Едит Варни, Лейла                                           | музикален                 | сезон 5, еп. 7 и сезон 6, еп. 10 |            |
| 1978        |                     | Holocaust                                        | Инга Хелмс Вайс                                             | исторически, драма        | сезон 1, еп. 1, 2 и 4            | минисериал |
| 1989        |                     | American Masters                                 | разказвач                                                   | биографичен, документален | сезон 4, еп. 1                   |            |
| 2003        |                     | Angels in America                                | Равин, Хана Пит, Етел Розенберг, Ангел Австралия            | драма                     | сезон 1, еп. 1 – 6               | минисериал |
| 2003        |                     | Freedom: A History of US                         | Абигейл Адамс, Мери Йсти, Майка Джоунс и Маргарет Чейс Смит | документален              | сезон 1, еп. 1, 3, 10 и 13       |            |
| 2010        |                     | Web Therapy                                      | Камила Боунър                                               | комедия                   | сезон 3, еп. 16, 17 и 18         |            |
| 2013        |                     | Makers: Women Who Make America                   | разказвач                                                   | документален              | 3 части                          |            |
| 2014        | Петима се върнаха   | Five Came Back                                   | разказвач                                                   | документален              | 3 части                          |            |
| 2019        | Големи малки лъжи   | Big Little Lies                                  | Мери Луиз Райт                                              | черна комедия, драма      | сезон 2, еп. 1 – 7               |            |
| 2020        |                     | James and the Giant Peach with Taika and Friends | леля Спондж                                                 | семеен                    | сезон 1, еп. 2                   | минисериал |
| 2023        |                     | Extrapolations                                   | Ив                                                          | драма, криминален         | с. 1, еп. 2 Whale Fall           |            |
| 2023        | Убийства в сградата | Only Murders in the Building                     | Лорета Дъркин                                               | комедия, драма            | сезон 3, еп. 1, 3, 6, 8, 9 и 10  |            |

| година | Заглавие                    | Оригинално заглавие                                  | Роля              | Жанр                      | Режисьор                       | Бел.                              |
| ------ | --------------------------- | ---------------------------------------------------- | ----------------- | ------------------------- | ------------------------------ | --------------------------------- |
| 1976   |                             | Everybody Rides the Carousel                         | Етап 6            | анимация                  | Джон Хъбли                     |                                   |
| 1985   |                             | Little Ears: The Velveteen Rabbit                    | разказвач         | анимация                  | Марк Сотник                    | видео                             |
| 1987   |                             | Rabbit Ears: The Tale of Mr. Jeremy Fisher           | разказвач         | анимация                  |                                | видео                             |
| 1988   |                             | The Tailor of Gloucester                             | разказвач         |                           |                                | видео                             |
| 1989   |                             | Rabbit Ears: The Fisherman and His Wife              | разказвач         |                           |                                | видео                             |
| 1991   |                             | Age 7 in America                                     | разказвач         | документален              |                                |                                   |
| 1994   | Семейство Симсън            | The Simpsons                                         | Джесика Лавджой   | анимационен ситком        |                                | сезон 6, еп. 7: Bart's Girlfriend |
| 1999   |                             | King of the Hill                                     | леля Есме Дотерив | анимационен ситком        |                                | еп. "A Beer Can Named Desire"     |
| 1999   |                             | Ginevra's Story                                      | разказвач         | документален              |                                |                                   |
| 1999   |                             | Chrysanthemum                                        | разказвач         | анимация                  | Вирджиния Уилкос               |                                   |
| 2001   | Изкуствен интелект          | A.I. Artificial Intelligence                         | Блу Меча          | научна фантастика         | Стивън Спилбърг                |                                   |
| 2004   |                             | Gilda's Club: A Special Place                        | разказвач         | късометражен              | Линда Стогнър                  |                                   |
| 2005   |                             | Stolen Childhoods                                    | разказвач         | документален              |                                |                                   |
| 2006   |                             | Hurricane on the Bayou                               | разказвач         | документален              | Грег Макгиливрей               |                                   |
| 2006   | Биячът на мравки            | The Ant Bully                                        | Кралицата         | анимация                  | Джон А. Дейвис                 |                                   |
| 2007   |                             | Ocean Voyagers                                       | разказвач         | документален              | Джо Кенеди, Фьодр Питкейн      |                                   |
| 2009   | Фантастичният господин Фокс | Fantastic Mr. Fox                                    | Г-жа Фокс         | анимация                  | Уес Андерсън                   |                                   |
| 2010   |                             | Higglety Pigglety Pop! or There Must Be More to Life | Джени             | анимация, късометражен    | Крис Лавис, Мачек Шрбовски     | видео                             |
| 2012   | До Арктика 3D               | To the Arctic 3D                                     | разкавач          | документален              | Грег Макгиливрей               |                                   |
| 2012   |                             | A Fierce Green Fire                                  | разказвач         | документален              | Марк Китчъл                    |                                   |
| 2013   |                             | Wings of Life                                        | разказвач         | документален              | Луи Шварцберг                  |                                   |
| 2013   | Момичешко издигане          | Girl Rising                                          | разказвач         | документален              | Ричард Робинс                  |                                   |
| 2013   |                             | Out of Print                                         | разказвач         | документален              | Вивиан Румани                  |                                   |
| 2014   |                             | The Roosevelts: An Intimate History                  | Елинор Рузвелт    | документален              | Кен Бърнс                      | в 7 епизода                       |
| 2015   |                             | Shout Gladi Gladi                                    | разказвач         | документален              | Адам Фридман                   |                                   |
| 2015   | Братята защитници           | Xiao men shen (Little Door Goods)                    | разказвач         | анимация                  | Гари Уанг, Полет Виктор Лифтон | в английската версия              |
| 2016   |                             | Schoulders                                           | разказвач         | телевизионен късометражен | Линда Блудуорт Томасон         |                                   |
| 2017   |                             | We Rise                                              | разказвач         | документален              |                                |                                   |
| 2020   |                             | Here We Are: Notes for Living on Planet Earth        | разказвач         | анимация, късометражен    | Филип Хънт, Дъглас Хариган     |                                   |
| 2020   |                             | Heads Will Roll                                      | Катрин Стонч      | подкаст, комедия          | Емили Лин, Кейт Маккинън       | сезон 1, еп. 1 – 10               |

| Година    | Заглавие                   | Оригинално заглавие                               | Автор                                        | Роля               | Място                                            |
| --------- | -------------------------- | ------------------------------------------------- | -------------------------------------------- | ------------------ | ------------------------------------------------ |
| 1975      |                            | Trelawny of the 'Wells'                           | Артър Уинг Пинеро                            | Мис Имоген Парот   | Театър „Вивиан Белмон“ (Линкълн център, Ню Йорк) |
| 1976      |                            | A Memory of Two Mondays / 27 wagos Full of Cotton | Артър Милър                                  | Патриша            | Театър „Плейхаус“ (Ню Йорк                       |
| 1976      | Флора Мейган               | A Memory of Two Mondays / 27 wagos Full of Cotton | Артър Милър                                  |                    | Театър „Плейхаус“ (Ню Йорк                       |
| 1976      |                            | Secret Service                                    | Уилям Жилет                                  | Едит Варни         | Театър „Плейхаус“ (Ню Йорк                       |
| 1976      | Хенри V                    | Henry V                                           | Уилям Шекспир                                | Катерина дьо Валоа | Театър „Делакорт“ (Ню Йорк)                      |
| 1976      | Мяра за мяра               | Measure for Measure                               | Уилям Шекспир                                | Изабела            | Театър „Делакорт“ (Ню Йорк)                      |
| 1977      | Вишнева градина            | The Cherry Orchard (Вишнёвый сад)                 | Антон Чехов                                  | Дуняша             | Театър „Вивиан Белмон“ (Линкълн център, Ню Йорк) |
| 1977      |                            | Happy End                                         | Курт Вайл, Бертолт Брехт и Елизабет Хауптман | Лилиан Холидей     | Театър „Мартин Бек“ (Ню Йорк)                    |
| 1978      | Укротяване на опърничавата | The Taming of the Shrew                           | Уилям Шекспир                                | Катерина           | Театър „Делакорт“ (Ню Йорк)                      |
| 1979      |                            | Taken in Marriage                                 | Томас Бейб                                   | Андреа             | Обществен театър и Театър „Нюман“ (Ню Йорк)      |
| 1980–1981 |                            | Alice in Concert (мюзикъл)                        | Луис Карол, Елизабет Суадос (музика)         | Алиса              | Обществен театър и Театър „Нюман“ (Ню Йорк)      |
| 2001      | Чайката                    | The Seagull                                       | Антон Чехов                                  | Аркадина           | Театър „Делакорт“ (Ню Йорк)                      |
| 2006      | Майка Кураж и нейните деца | Mother Courage and Her Children                   | Бертолт Брехт                                | Майка Кураж        | Театър „Делакорт“ (Ню Йорк)                      |

| година | албум                                             | парчета |
| ------ | ------------------------------------------------- | --- |
| 1984   | The Velveteen Rabbit                              | разказвач |
| 2006   | A Prairie Home Companion                          | "Gold Watch and Chain", "My Minnesota Home", "Goodbye to My Mama" |
| 2008   | Mamma Mia! The Movie Soundtrack                   | "Money Money Money", "Mamma Mia", "Our Last Summer", "Super Trooper", "Voulez-Vous", "SOS", "Slipping Through My Fingers", "The Winner Takes It All", "When All is Said and Done", "Gold Watch and Chain"                          |
| 2014   | Into the Woods                                    | "Stay with Me", "Witch's Lament", "Your Fault", "Last Midnight", "She'll Be Back" (deleted song) |
| 2016   | Florence Foster Jenkins                           | "Bell Song", "The Musical Snuff Box", "Biassy", "Adele's Laughing Song (Mein Herr Marquis)", "Like a Bird", "Valse Caressante", "Prelude in E Minor", "Der Hölle Rache Kocht in Meinem Herzen", "When I Have Sung My Songs to You" |
| 2018   | Mamma Mia! Here We Go Again: The Movie Soundtrack | "My Love, My Life", "Super Trouper", "The Day Before You Came" |
| 2018   | Mary Poppins Returns                              | "Turning Turtle" |
| 2020   | The Prom                                          | "Changing Lives", "Changing Lives (Reprise)", "It's Not About Me", "The Lady's Improving", "It's Time to Dance", "Wear Your Crown" (end credits)                                                                                   |